# 民主連合 (イタリア)
民主連合（みんしゅれんごう、Unione Democratica、"UD"）は、イタリアの政党。党首は、ブルーノ・デ・ヴィータ。
2007年 - 左翼民主主義者との合流に反対したマルゲリータ所属国会議員のウィレル・ボルドン（初代）やロベルト・マンツィオーネが離脱して結成。

## 歴史

### 党史
- 2007年
  - 9月11日 - 民主連合結成。